# Folie à Deux (álbum)
Para el síndrome psiquiátrico llamado también folie à deux véase «Trastorno psicótico compartido».
Folie à Deux —en español: Locura compartida— es el cuarto álbum de estudio de la banda estadounidense Fall Out Boy, publicado el 10 de diciembre de 2008 por Island Records. Como en sus dos discos anteriores, From Under the Cork Tree (2005) y Infinity On High (2007), la música fue compuesta por el vocalista y guitarrista Patrick Stump, mientras que las letras las escribió el bajista Pete Wentz. En cuanto al proceso creativo, la banda considera Folie à Deux su trabajo más colaborativo. A diferencia de discos anteriores, este proyecto fue grabado con cierto secretismo con el productor Neal Avron de julio a septiembre del 2008. Las sesiones de grabación inspiraron la composición de Wentz en temas como la decadencia de las relaciones, dilemas morales y diferencias sociales, muchos con un toque político. Fall Out Boy reclutó diversos artistas como invitados y también emplearon técnicas de grabación e instrumentos con los que no eran familiares. El disco debutó en el puesto ocho en el lista Billboard 200 tras vender 149 000 copias en su primera semana, para enero de 2009 había recibido la certificación de oro por parte de la RIAA por vender más de 500 000 copias. Folie à Deux recibió reseñas favorables de parte de los críticos, muchos centrándose en la creatividad y los estilos musicales expuestos, mientras otros puntualizaron que era demasiado indulgente.

## Antecedentes
Fall Out Boy comenzó a escribir material para el sucesor de Infinity on High poco después de su publicación a principios de 2007. En marzo del 2008 la banda intentó ingresar en el Libro Guinness de los récords por ser el único grupo o artista musical en presentarse en siete continentes en un marco de nueve meses, con la idea de tocar finalmente en la Antártida para una audiencia de científicos. Sin embargo, el grupo no pudo realizar el último vuelo desde Punta Arenas, Chile a la Antártida debido al mal tiempo. Tras al fallido intento, el grupo se sintió energizado por la experiencia y se vieron inspirados para componer. Esto llevó a tener más material para cuando decidieran entrar al estudio. El grupo pasó tiempo durante junio de 2008 formulando ideas en la casa del productor Neal Avron, donde desarrollaron ideas para «tres o cuatro» canciones. Al mes siguiente el vocalista y guitarrista Patrick Stump y el bajista y compositor Pete Wentz empezaron a transformar esas ideas en canciones. Wentz explicó que el proceso era el mismo que en trabajos anteriores, donde él iba a la casa de Stump y este se sentaba y tocaba las canciones, para luego él comentar cuales le gustaban.
La banda tenía intención de trabajar antes de lo estipulado, pero el lanzamiento del cover de «Beat It» de Michael Jackson detuvo los planes. Stump entró al estudio con la intención de ser menos auto indulgente. Deseó centrarse más en crear un álbum cohesivo en donde convergieran varios sonidos en lugar de tener su voz en primer plano. Con la ayuda de Avron, quien produjo los dos discos anteriores de Fall Out Boy, el cuarteto decidió simplificar la música en Folie à Deux en comparación con el sonido multicapa empleado en Infinity on High. A la banda le entrevistaron sobre el disco de manera constante incluso antes de que una sola nota fuera grabada, lo que llevó a ideas erróneas de como iba a sonar. En un principio se rumoreó que iba a consistir enteramente en música folk acústica, mientras que otras fuentes alegaron que iba a adentrarse en rap rock.

## Grabación y producción
Los miembros de la banda decidieron mantener baja la publicidad durante la grabación del álbum, ya que se vieron sorprendidos por la prensa recibida tras Inifinity on High. Stump entró al estudio con música para casi cincuenta canciones. El grupo siempre tuvo la intención de que Folie à Deux fuera muy diferente a sus anteriores discos, los cuales estaban todos interconectados musical y temáticamente. Sin embargo, las sesiones de grabación trajeron dificultades para la banda. Stump catalogó el periodo de grabación como «doloroso», en parte debido a que él y Wentz discutieron mucho más que en el pasado. En proyectos anteriores, el guitarrista Joe Trohman sintió que él y el baterista Andy Hurley no tenía suficiente libertad musical y que Stump y Wentz ejercían suficiente control en el grupo, a lo que comentó: «Sentí: "Hombre, esta ya no es mi banda." No es culpa de nadie y no quiero que parezca así. Era difícil escuchar: "Joe y Andy solo están de paso [no para contribuir]"». Para solventar la situación, Trohman le comunicó a Stump su preocupación, y eso llevó a una colaboración más grupal en Folie à Deux. Trohman señaló que eso le «hizo sentir que también era dueño de las canciones», puntualizó: «Me hizo sentir bien con contribuir con Fall Out Boy y me hizo encontrar mi lugar en la banda». Durante las sesiones de grabación Wentz utilizó LSD pensando que podía influenciar su escritura y composición, sin embargo, dejó a mediados de 2008 ya que lo distraía de escribir canciones.

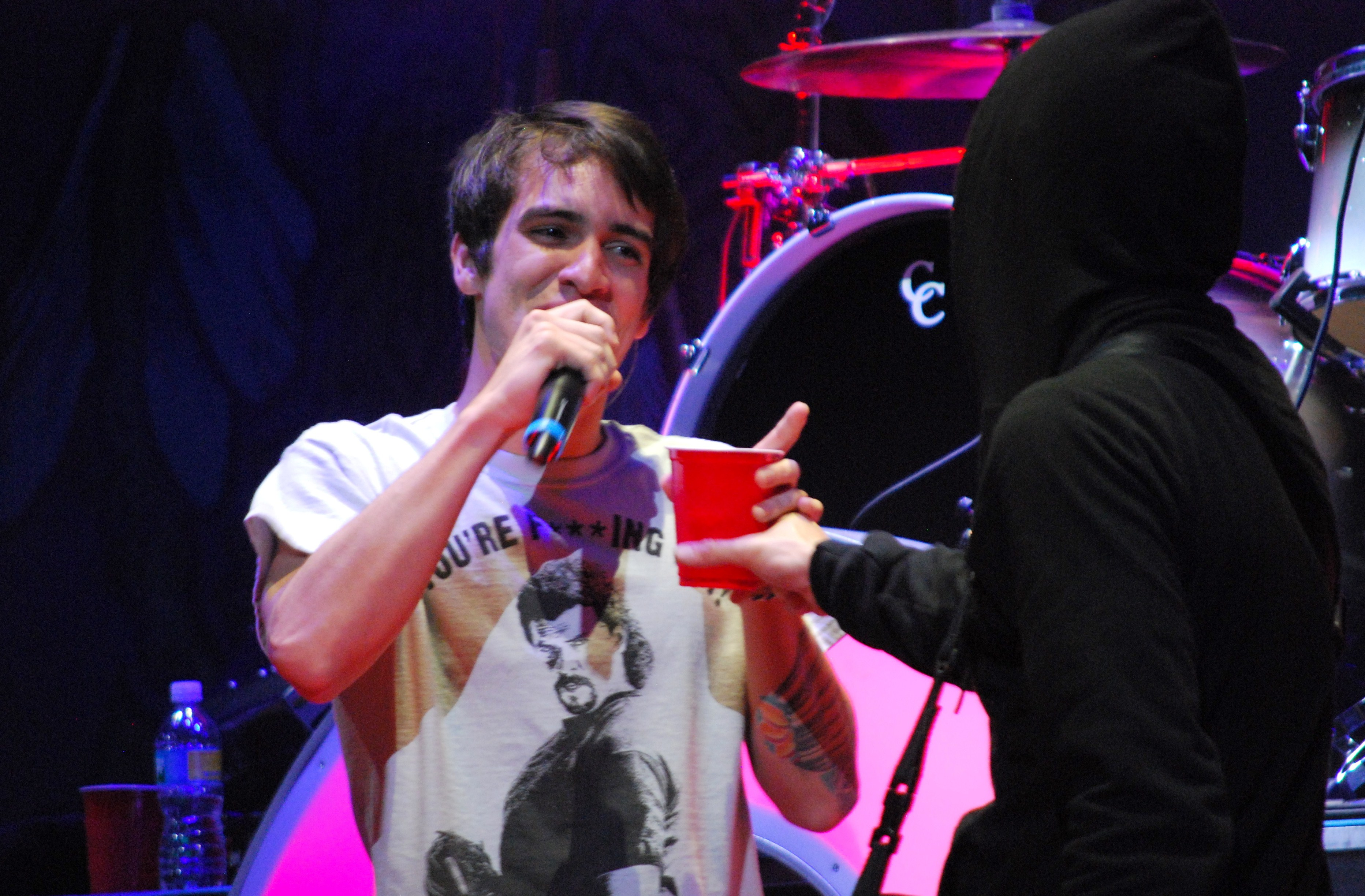
Fall Out Boy en vivo con Brendon Urie de Panic! at the Disco. Urio participó en las canciones «What a Catch, Donnie» y «20 Dollar Nose Bleed»

El grupo cortó a propósito la cantidad de tiempo empleado para grabar el álbum, y no se lo notificó a la discográfica antes de empezar a grabarlo. Los miembros esperaban que con eso pudieran volverlos a los días en que eran una banda joven, sin gran presupuesto y que tenía que terminar la grabación antes de que se les acabara el dinero. A Stump el proceso le pareció reminiscente a la creación de Take This to Your Grave ya que ambos álbumes fueron creados con una mentalidad de «la primera idea es la mejor idea», el comentó: «creo que queríamos descubrir como sonaría un disco trabajando de esa manera ya siendo los 4 adultos». Trohman dijo que el proceso de grabación fue divertido debido a lo colaborativo, pero difícil por el corto tiempo de grabación. En septiembre la banda seguía finalizando colaboraciones, grabando con Brendon Urie de Panic! at the Disco y Pharrell Williams. La banda también tuvo la intención de trabajar con Kanye West pero desistieron por un tema de tiempo. La colaboración con Elvis Costello en «What a Catch, Donnie» fue espontánea, la banda le envió la canción, y a pesar de que él estaba sufriendo de bronquitis, decidió participar. Stump estaba particularmente emocionado con la colaboración, a lo que Hurley señaló: «Elvis es la persona favorita de Patrick como músico, cantante y escritor». Wentz sintió que las colaboraciones eran necesarias para enmarcar el mensaje del álbum, diciendo que: «Más que nada, sirven el propósito de personales en un musical, donde la voz de este personaje es lo que da sentido… ciertas líneas deben transportarse de determinadas formas».

## Título y portada
Folie a Deux es un raro síndrome psiquiátrico en el cual síntomas de una creencia delirante se trasmita de un individuo a otro. El mismo síndrome compartida por más de dos personas se llama folie a trois, folie à quatre, folie en famille o incluso folie à plusieurs ("locura de muchos "). Las clasificaciones psiquiátricas recientes se refieren al síndrome como trastorno psicótico de dependencia o trastorno delirante inducido, aunque la literatura de investigación utiliza en gran medida el nombre original. El trastorno fue conceptualizado por primera vez en la psiquiatría francesa del siglo 19. De acuerdo con la naturaleza socialmente consciente del registro, la banda consideró que el término era relevante para los candidatos en las elecciones presidenciales de Estados Unidos de 2008. Stump aclaró más el significado del título: "La ironía es que la gente probablemente confundirá el título con algo sobre las relaciones románticas de alguna manera. Y es nuestro único álbum donde ese tema no se toca".
La banda reveló la portada del álbum el 13 de septiembre de 2008. La portada fue pintada por el artista Luke Chueh. Wentz contacto a Chueh y le pregunto para crear la pieza, a la cual el artista aceptó. Chueh comentó al respecto: "Fue bueno trabajar con ellos, me dieron completo control creativo sobre ambas, la obra y el diseño final de la portada. Chueh utilizó los temas del álbum y su título como inspiración. El título del álbum es Folie à Deux, y al considerar esto con la popularidad de la banda, elegí centrarme en la idea del fandom y en cómo algunas personas están dispuestas a llevar su amor / enamoramiento a niveles que obviamente no son saludables". Las notas del álbum contienen imágenes de los miembros de la banda con páginas vacías al lado. El grupo permitió a los fanáticos enviar imágenes que habían dibujado en los espacios y las publicaron en el sitio web de la banda.

## Lista de canciones
| N.º   | Título                                          | Duración |  |
| 1.    | «Disloyal Order of Water Buffaloes»             | 4:17     |  |
| 2.    | «I Don't Care»                                  | 3:34     |  |
| 3.    | «She's My Winona»                               | 3:51     |  |
| 4.    | «America's Suitehearts»                         | 3:34     |  |
| 5.    | «Headfirst Slide Into Cooperstown on a Bad Bet» | 3:54     |  |
| 6.    | «The (Shipped) Gold Standard»                   | 3:19     |  |
| 7.    | «(Coffee's for Closers)»                        | 4:35     |  |
| 8.    | «What a Catch, Donnie»                          | 4:51     |  |
| 9.    | «27»                                            | 3:12     |  |
| 10.   | «Tiffany Blews» (con Lil Wayne)                 | 3:44     |  |
| 11.   | «W.A.M.S.»                                      | 4:38     |  |
| 12.   | «20 Dollar Nose Bleed» (con Brendon Urie)       | 4:17     |  |
| 13.   | «West Coast Smoker»                             | 2:46     |  |
| 41:37 |                                                 |          |  |

## Posicionamiento en listas

### Semanales
| País              | Lista                    | Mejor posición |
| 2008–09           | 2008–09                  | 2008–09        |
| ----------------- | ------------------------ | -------------- |
| Alemania          | German Albums Chart      | 48             |
| Australia         | Australian Albums Chart  | 9              |
| Austria           | Austrian Albums Chart    | 64             |
| Bélgica (Flandes) | Belgian Albums Chart     | 40             |
| Bélgica (Valonia) | Belgian Albums Chart     | 65             |
| Canadá            | Canadian Albums Chart    | 21             |
| Escocia           | Scottish Albums Chart    | 35             |
| Estados Unidos    | Billboard 200            | 8              |
| Estados Unidos    | Alternative Albums       | 3              |
| Estados Unidos    | Rock Albums              | 3              |
| Francia           | French Albums Chart      | 41             |
| Irlanda           | Irish Albums Chart       | 52             |
| Nueva Zelanda     | New Zealand Albums Chart | 26             |
| Países Bajos      | Netherlands Albums Chart | 79             |
| Reino Unido       | UK Albums Chart          | 39             |
| Suiza             | Swiss Albums Chart       | 84             |

### Anuales
| País           | Lista                   | Posición |
| 2009           | 2009                    | 2009     |
| -------------- | ----------------------- | -------- |
| Australia      | Australian Albums Chart | 82       |
| Estados Unidos | Billboard 200           | 81       |

### Certificaciones
| País           | Organismo certificador | Certificación | Ventas certificadas | Ref. |
| -------------- | ---------------------- | ------------- | ------------------- | ---- |
| Australia      | ARIA                   | Platino       | 70 000              |      |
| Estados Unidos | RIAA                   | Oro           | 500 000             |      |
| Nueva Zelanda  | RIANZ                  | Oro           | 7500                |      |
| Reino Unido    | BPI                    | Oro           | 100 000             |      |